# Jan Patočka
Jan Patočka, češki filozof, * 1. junij 1907, Turnov, Češka, † 13. marec 1977, Praga, Češkoslovaška.
Na račun njegovih prispevkov k fenomenologiji (filozofsko gibanje v začetku 20. stoletja) in zgodovini filozofije ga štejemo med najpomembnejše filozofe 20. stoletja. Po študiju v Pragi, Berlinu in Freiburgu je bil eden izmed zadnjih učencev Edmunda Husserla (začetnik fenomenologije) in Martina Heideggerja. Med študijem v Freiburgu ga je med drugimi poučeval tudi Eugen Fink, s katerim je preko filozofije sklenil dobro prijateljstvo. 

## Življenje
Patočka je imel v otroštvu intelektualno vzgojo, ki mu jo je nudil oče kot klasični filolog. V stik s filozofijo pa je prišel nekako takole: »… generacija, ki sem ji pripadal, ni prišla do filozofije zaradi interesov dobe na podlagi perečih aktualnih problemov, tudi ne zaradi gole spekulativne vloge filozofije – to je bilo prej iskanje nekakšnega duhovnega središča življenja, ki pa se je sčasoma poglabljalo pri srečanju z živahnim strujanjem evropskega mišljenja«.
Na Karlovi univerzi v Pragi je diplomiral iz filozofije, filologije in romanistike. Po končanih študijih se je odpravil v Pariz, Berlin in Freiburg, kjer se je spoznal s Husserlovo in Heideggerjevo filozofijo. Na Patočka je velik vtis naredila pariška Sorbona, še posebej leta 1929. Tam je bil poudarek na študiju filozofije, proučevanju klasičnih tekstov in v kadrovskih predavanjih. Tega leta je imel svoja predavanja na Sorboni tudi Husserl in ta so Patočko naravnost fascinirala. V letih 1932-1933 je bil Humbaldtov štipendist. V Freiburgu je poslušal tudi Heideggerja, a zelo malo, saj je bil Heidegger preveč zaposlen z retorskim delom. Patočka je bil Husserlu zelo pri srcu, kar nakazuje tudi njegovo pismo Masaryku iz leta 1935, v katerem je priporočal Patočka kot svojega nadarjenega učenca.
Po vrnitvi je bil med organizatorji krožka Pariške filozofije, ki ga je pomagal ustanoviti s slavnim profesorjem Utitzem, Husserlovim učencem in profesorjem na Univerzi v Halleju. Krožek je bil sprva posvečen urejanju Husserlove zapuščine, ob začetku nemške okupacije pa je bil celoten material prenesen v belgijski Louvan. Leta 1937 je bil del Descartesovega filozofskega kongresa v Pragi, kjer se je uradno predstavil s svojo dejavnostjo tudi krožek. Toda leta 1938 je bil sklenjen Münchenski sporazum in zdelo se je kot da je bilo vse delo pri Husserlovi zapuščini zaman. Nemški člani krožka so ustanovo zapustili, samega Utitza pa so Nemci zaprli v koncentracijsko taborišče Terezin. Krožka je bilo takrat dokončno konec. 
Patočka se je posvetil učiteljskemu delu na Filozofski fakulteti Karlove univerze v Pragi, kjer je deloval vse do leta 1949, ko je moral zaradi političnih razlogov zapustiti docentsko mesto. Nenehno je deloval poklicno, a je doma lahko objavljal zelo malo, saj so ga oblasti po letu 1948 na Češkem preganjale, zato je mnogo več objavljal na tujem. Leta 1968 je postal stalni profesor za filozofijo in njegova predavanja o fenomenologiji so mu prinesla sloves vrhunskega filozofa. Leta 1972 se je moral ponovno odpovedati svojemu učiteljskemu mestu, a se filozofiji ni odpovedal. Na zasebnih seminarjih in predavanjih je za izbrane poslušalce razlagal svojo fenomenološko naravno filozofijo zgodovine.

## Filozofija
Ne glede na različne teme, ki jih je Patočka obravnaval v svojem življenju, je vse njegovo filozofsko življenje tesno povezano s Husserlovo fenomenologijo. To je razvidno tudi iz njegovega odgovora na dr. Zumrovo vprašanje o njegovem odnosu do fenomenologije: »Vsaka filozofija je: 1. dosledno mišljenje, ki se ne sme bati razvijati misli v nasprotju s sprejetimi mnenji in prepričanji, 2. dojemanje nečesa vsebinskega, k čemur je to mišljenje usmerjeno, kar je njegov cilj in kar obdeluje ... Husserlova filozofija je hotela biti filozofija napredujoče intuicije… Husserlove analize in opisne metode so za vsako filozofsko misel poduk; pri Husserlu se je mogoče naučiti videti ...« Patočka vidi fenomenologijo predvsem kot metodo refleksije in prav zato jo je mogoče uporabiti v različnih kontekstih. Kot filozof se je torej posvetil fenomenologiji, z njegovega zornega kota prek filozofije zgodovine in tudi politike. 
Od leta 1928 dalje je objavljal v številnih čeških in tujih revijah. Prevajali so ga v nemščino, italijanščino in francoščino. 
Patočka se je pri svojih razpravah o filozofiji zgodovine mnogokrat obrnil na antično filozofijo in k svojemu najljubšemu filozofu Platonu.

## Dela
Dela v češčini:
- Pojem evidence a jeho uyznám pro noetiku (Pojem evidence in njen pomen za noetiko) - izdano leta 1931, v delu Patočka uspešno zagovarjal disertacijo
- Přirozený svět jako filozofický problem (Naravni svet kot filozofski problem) - izdano leta 1936, pomembno habilitacijsko delo
- Aristotelés, jeho předchůdci a dědicové (Aristotel, njegovih predhodniki in dediči) - izdano leta 1964
- Negativní platónismus (Negativni platonizem)
- Co jsou Češi? (Kdo so Čehi?)
- Péče o duši (Skrb za dušo)
- Dvě studie o Masarkyovi (Dve študiji o Masaryku)

Prevodi v slovenščini:
- Kaj je in kaj ni Listina 77 (Nova revija, nov.-dec. 2007 (letna št. 26, str. 120-122))
- Duhovni človek in intelektualec (Nova revija, nov. 2013 (letna št. 22, str. 323-341))
- Ali je tehnična civilizacija nazadovalna, in zakaj je?  (Nova revija, okt. 1994 (letna št. 13, str. 124-137))
- Od opazovalca do disidenta (Keria, 2013 (letna št. 15, str. 49-64))
- Krivoverski eseji o filozofiji zgodovine - prevod izdan leta 1975 (Cankarjeva založba, 1997)

Dela v angleščini:
- "Wars of the Twentieth Century and the Twentieth Century as War" - izdano v zimi med leti 1976-77
- Jan Patocka: Philosophy and Selected Writings - po popravkih Erazima Kohaka izdano leta 1989
- Body, Community, Language, World - po popravkih Jamesa Dodda izdano leta 1998
- Heretical Essays in the Philosophy of History - po popravkih Jamesa Dodda izdano leta 1996
- An Introduction to Husserl's Phenomenology - po popravkih Jamesa Dodda izdano leta 1996
- Plato and Europe - izdano leta 2002
- The Natural World as a Philosophical Problem - po popravkih Ivana Chvatíka and Ľubice Učnik izdano leta 2016

Njegovi učenci so iz njegovih številnih člankov, esejev in razprav sestavili zbrane spise v kar dvanajstih zvezkih pod naslovom Skrb za dušo. Doslej je izšel le prvi zvezek. 